# Colobomatus tenuis
Colobomatus tenuis is een eenoogkreeftjessoort uit de familie van de Philichthyidae. De wetenschappelijke naam van de soort is voor het eerst geldig gepubliceerd in 2011 door Castro Romero & Munoz.